# 49272 Брайс Кеньйон
49272 Брайс Кеньйон (49272 Bryce Canyon) — астероїд головного поясу, відкритий 27 жовтня 1998 року.
Тіссеранів параметр щодо Юпітера — 3,331.